# 詛咒之旅
〈詛咒之旅〉（英語：Voyage of the Damned）是英國科幻電視劇《異世奇人》的第三部聖誕特輯，2007年12月25日在BBC One首播。這集的編劇是拉塞爾·T·戴維斯，並由占士·史唐執導。在演員方面，大衛·田納特繼續飾演博士，澳洲藝人凱莉·米洛扮演阿斯特麗德·拜特。
這集講述博士登上一艘名為「鐵達尼號」的核動力太空郵輪。船公司的前任主席馬克斯為向踢開他的股東報復而畜意令太空郵輪墜毀，並沖向地球。同時，為防留有人證，馬克斯又安排名為「招待」的機械人殺光船上所有人。最終，在博士、阿斯特麗德、見習船員阿朗素·弗雷姆及少數生還者的協力成功阻止這場災難。
節目首播期間一共吸引1331萬人收看，這除了是繼1979年的〈城市之死〉後收看人數最高的一集《異世奇人》劇集，也是2007年間的收視亞軍。雖然如此，影評人就故事情節和凱莉·米洛的演出看法不一，從正面到負面也有。

## 劇情
在送別瑪莎·鐘斯後，博士獨自乘坐TARDIS繼續他的旅程。期間，這台時光機械被迎面而來的鐵達尼號撞到。博士在好奇之下登上那艘船，卻發現這不是於1912年沈沒的豪華郵輪，而是在宇宙間行走的飛船。於是，博士先詢問負責接待的機械人「招待」有關飛船的事，卻不得要領。故此，博士就此向待應阿斯特麗德·拜特查問，得悉這艘鐵達尼號由史東星（Sto）開出，並由馬克斯擁有。阿斯特麗德又告訴博士，儘管這飛船一直在太空遊走，但她一直未有機會下船。因此，她很希望到訪下一個目的地—地球。
此時，飛船抵達地球上空，它讓有意到這星球觀光的人通過「穿梭手錶」來到倫敦。於是，博士連同阿斯特麗德、學者科珀先生、外星人巴亞卡發拉發（Bannakaffalatta）以及夫婦摩根·雲賀夫、芬·雲賀夫一同來到地球。到達倫敦市區後，博士發現這兒沒有聖誕節應有的熱鬧氣氛，四周冷冷清清。一名長者指由於上年發生的事使得倫敦的人都害怕有事發生而回鄉。語畢，博士等人就被召回飛船。
另一邊廂，船長哈達克讓眾船員離開駕駛倉，見習船員阿朗素·弗雷姆根據條例拒絕離開。就在船員們步出駕駛倉不久後，哈達克忽然關閉飛船的保護罩功能，令隕石流星雨猛烈地碰向飛船。鐵達尼號頓時嚴重毀壞，逾2000人因而死去，TARDIS也飛落地球。同時，引擎受損令飛船沖向地球。阿朗素深知如這以核能推動的飛船真的在地球墜毀，全球六十億人均會同歸於盡。為此，他試圖奪取駕駛倉的控制權。未果，反被哈達克槍傷，更解關閉保護罩是馬克斯的指令。
這時，「招待」露出真面目，他們試圖都船上所餘無數的生還者殺光，當中包括哈達克。另一方面，博士等人也被「招待」追殺，摩根在逃亡過程中從高處下墜而死。巴亞卡發拉發利用體內的電磁脈衝反擊，令追捕他們的「招待」變成廢鐵，但同時他也因消耗過多能量而死。在成功躲避「招待」的追殺後，博士與阿朗素取得聯繫，後者報告馬克斯下令哈達克關掉保護罩之事，並通過電腦發現31號舺板藏有奇怪的金屬物質。博士相信馬克斯就躲在那兒，並認為他的這場事故的真兇。於是，他獨自去到31號舺板，又令阿斯特麗德等人躲起來。
飛船繼續墜落，博士來到31號舺板，果然發現馬克斯就在其中。馬克斯承認飛船墜落是由他一手安排，為的是報復把他逐出公司的股東。因飛船在地球墜毀的話，根據法律所有的股東都會被判以屠殺罪，而公司則會破產收場。為不留活口，馬克斯又製打「招待」用以殺光船上所有人。博士痛斥其惡行，又勸他收手，非但得不到回應，反遭到行刺。此時，阿斯特麗德利用「穿梭手錶」來到31號舺板，她駕著叉車把馬克斯推進核反應堆，卻連帶自己也掉著反應堆裡。馬克斯死後，「招待」聽從博士的話把他帶到駕駛倉。此時，飛船已進入地球範圍。博士利用大氣層的熱力重啟副引擎，令飛船在受控下離開地球。

### 前後連接
在節目開始時，飛船稱地球為「太陽三號」。這名稱在1976年播出的〈致命刺客〉首次提到，隨後在《最後的時間領主》中，地球再次被稱作「太陽三號」。隨後，阿斯特麗德在遇到博士後問他有否同伴，後者回應曾經有，所指的是他剛與鐘斯分離。博士之後和阿斯特麗德等人來到倫敦，一名老人指人們依無法忘記去年聖誕節的「星形太空船」而紛紛回鄉，指的是〈逃跑的新娘〉發生的事，而這名老人正是博士其後的同伴當娜·諾布的外公。博士在駕駛倉認識到阿朗素，後者隨後還會在〈時之終結〉客串登場。在〈向左轉〉一集中，博士因故死去，無人能把飛船駕離地球，終令飛船於倫敦墮毀，這令城市淪為死城。

## 製作

### 選角
在BBC宣佈製作系列3時，劇組已通過凱莉·米洛的創作總監韋·比克詢問米洛有否興趣參與《異世奇人》的演出。在2007年3月26日，米洛確定將會參演。拉塞爾·T·戴維斯指米洛只會參與聖誕特輯的演出，而不會成為博士在系列4的同伴，因這角會由嘉芙蓮·塔特飾演。儘管如此，劇組希望聖誕特輯的女主角由一名「巨星」擔任，故他們選擇了米洛。在2007年4月，米洛參與首次的試鏡。三個月後，她的角色形象得到確立。
負責形象設計的路絲·派殊曾四度與米洛會面，以討論阿斯特麗德·拜特的打扮。派殊認為米洛穿著長裙不是一個好主意，因這樣不切合後者的風格。最終，派殊決定讓米洛穿上煙草女郎的服飾，又解釋﹕「這是一種類似1950年代戲院引座員的服裝」。在完成拍攝後，米洛大讚此服裝是她「整年間穿過最舒適」的。

### 劇本創作
戴維斯在米洛確定參演後開始編寫這集的劇本，又指阿斯特麗德這角是按照米洛的特色寫成的。在初稿中，阿斯特麗德不會死；而在後來即使改為她會死去，也與最終的版本不同﹕她是跟馬克斯打鬥下從懸崖下墜而死。一些鏡頭在最後被修改，比如馬克斯的移動方式以及他被殺死的方法。戴維斯認為阿斯特麗德駕著叉車與馬克斯同歸於盡的畫面會「很美、更浪漫」。
另外，戴維斯在這集採用傳統災難電影的敘事手法。戴維斯在《異世奇人雜誌》指這集深受1972年的《海神號遇險記》影響，特別是飛船被打倒一幕，以及芬·雲賀夫一角是參照貝拉·羅森。不過，這集還是與電影有些不同之處。比如劇中出現的奸角馬克斯就是原創人物。他的名字是取材自虛設主持人馬克斯·漢昂。此外，這集提到倫敦人因去年聖誕節上空出現的太空船而人心惶惶，戴維斯解釋加入這劇情為的是強調社會對外星人認知的提升以及回顧此前的聖誕特輯，他認為這樣會是個「內部笑話」 。
同時，這集也是《異世奇人》再次把天使這元素加入劇中。在〈眨眼〉一集中，主角們面對的怪物是哭泣天使；在〈鼓聲〉／〈最後的時間領主〉中，法師通過催眠系列「大天使」計劃令國民潛移默化地支持他。儘管如此，戴維斯補充這集的天使是機械人，與〈眨眼〉中的哭泣天使是截然不同的。

### 拍攝
這集於2007年7月9日，8月11日殺青。首個拍攝的鏡頭是博士等人為避過「招待」的追殺而跨過反應堆的畫面。在7月12日，田納特得悉患有癌症的母親快將去世，故劇組同意他暫時離開，以處理其母的後事。在田納特缺席期間，劇組在史雲斯和卡迪夫灣的煤炭交易中心拍攝阿斯特麗德等人於飛船宴會廳的場情。隨後，劇組又在18日回到煤炭交易中心取景；飛船被流雨星碰擊也在這天拍攝。
然後，劇組用了一星期的時間在龐蒂浦的一間棄置化工廠拍攝，用以充當31號舺板和駕駛倉，包括馬克斯被叉車推進反應堆的一幕。由於米洛沒有叉車牌照，這幕實際上是由他人代為操作。隨後，劇組分別在7月28日和30日回到煤炭交易中心取景。31日是最重要的一日，米洛先在綠幕前拍攝阿斯特麗德跌落反應堆的畫面。當晚，她與田納特等人在卡迪夫市中心拍攝眾人遊覽倫敦的劇情。為防這幕外漏，劇組向市政府申請封路拍攝，是新版《異世奇人》自2005年起製作的首次。

### 配樂
博士在登上飛船後，一支樂隊唱著一首聖誕歌。這歌曲由馬瑞·高德作曲、賓·科士打填詞，並由尤美·馬模主唱。馬模本是靈魂樂歌手，後來高德在朋友的介紹下把她帶入《異世奇人》的音樂組裡。在《戴立克在曼哈頓》一集中，她就曾主唱〈我的天使把魔鬼放在我身上〉（My Angel Put the Devil in Me）。在這集中，她所歌的聖誕歌名為〈偷渡客〉（The Stowaway），這是繼《聖誕入侵》和《逃跑的新娘》後另一首為聖誕特輯而編寫的歌曲。此曲受愛爾蘭民族音樂影響，配以悲傷的歌詞。

## 發行和反響
〈詛咒之旅〉2007年聖誕節晚上在BBC One播映。當晚共有1331萬人收看此集，是該年觀看人數第二高的節目。同時，這集超越系列1的〈羅斯〉成為最多人收看的新版《異世奇人》劇集；若把舊版《異世奇人》計算其中，這集是繼〈城市之死〉後觀看人數最高的一集。在欣賞指數方面，這集的得分是86分，是當天英國所有節目中得分最高的。
值得一提的是，雖然這集並非以高清拍攝，但BBC後來為節目高清化配以環迴立體聲，並安排在12月29日於BBC One HD播出，成為首部以高清形式播放的《異世奇人》劇集。
〈詛咒之旅〉取得混合的評價。《衛報》的加雷恩·麥克林指這集是「災難片的典範」，又總結：「在大部份時間，這集也是非常出色的」。雖然如此，他對米洛的表現不甚滿意，稱她的演出「蒼白無力」。占士·沃爾頓在《每日電訊報》給予這集好評，認為節目富有想像力和經過深思熟慮。《觀察家報》的亞歷士·克拉克指出這集有不少人死去，而且有多處不合理的地方。《舞台》的哈利·威寧大讚這集是「完美無瑕」的。《泰晤士報》的田·鐵文則沒有這麼正面，寫道：「這集很無聊，全都是跑來跑去和CGI效果。《每日鏡報》覺得這集有「像平克·佛洛伊德般的迷幻」，但劇本「混亂不堪，只是一部以高科幻為背景的追逐片」。

## 資料來源
1. 1 2 3  Burk, Graeme; Smith?, Robert.  1st. ECW Press. 2012-03-06: 191-192. ISBN 1-55022-984-2.
2. ↑  Burk, Graeme; Smith?, Robert.  1st. ECW Press. 2012-03-06: 265-266. ISBN 1-55022-984-2.
3. ↑  Burk, Graeme; Smith?, Robert.  1st. ECW Press. 2012-03-06: 233-234. ISBN 1-55022-984-2.
4. 1 2 3 4 5 6 7 8 9 10 11 12 13  Pixley, Andrew. . Doctor Who Magazine (Royal Tunbridge Wells, Kent: Panini Comics). 2008-08-14,. The Doctor Who Companion: Series Four (Special Edition 20).
5. ↑  Hayes, Paul. . Outpost Gallifrey. 2007-04-27  [2007-07-01]. （原始内容存档于2008-02-09）.
6. ↑  . BBC. 2007-07-03  [2007-07-03]. （原始内容存档于2007-11-03）.
7. 1 2 3 4 5 6 7 8 9 10 11  . . 第4季. 第Special集. 2007-12-25. BBC. BBC Three.
8. 1 2 3 4 5 6  . BBC. 2007-12-25  [2007-12-26]. （原始内容存档于2012-07-26）.
9. ↑  Russell T Davies, Julie Gardner. . BBC.co.uk (). 2007-12-25  [2008-01-25]. （原始内容存档于2009-09-18）.
10. ↑  . BBC.   [2010-05-30]. （原始内容存档于2012-05-08）.
11. ↑  Ormsby, Avril. . Reuters. 26 December 2007  [2007-12-26]. （原始内容存档于2020-10-25）.
12. ↑  Wilkes, Neil. . Digital Spy. 2007-12-26  [2007-12-26]. （原始内容存档于2008-12-05）.
13. ↑  Marcus. . Outpost Gallifrey. 2007-12-27  [2008-01-27]. （原始内容存档于2007-12-27）.
14. ↑  , BBC,   [2011-02-04], （原始内容存档于2021-01-25）
15. ↑  McLean, Gareth. . theblog: tv&radio (London: Guardian Unlimited). 2007-12-20  [2007-12-26]. （原始内容存档于2007-12-23）.
16. ↑  Walton, James. . telegraph.co.uk (London). 2007-12-26  [2007-12-26]. （原始内容存档于2008-12-05）.
17. ↑  Clark, Alex. . London: The Observer. 2007-12-30  [2008-03-15]. （原始内容存档于2008-01-02）.
18. ↑  Venning, Harry. . The Stage. 2007-12-28  [2008-03-15]. （原始内容存档于2012-03-19）.
19. ↑  Teeman, Tim. . timesonline.co.uk. 2007-12-26  [2007-12-29]. （原始内容存档于2011-05-17）.
20. ↑  Shelly, Jim. . Daily Mirror. 2007-12-17  [2008-01-27]. （原始内容存档于2008-02-27）.

## 外部連結
- "Voyage of the Damned" 在 BBC《異世奇人》的主頁
- "Voyage of the Damned" 在 異世奇人: 時間（旅行）簡史
- "Voyage of the Damned" 在 異世奇人參考導覽
- 互联网电影数据库上詛咒之旅的资料（英文）